# Odprto prvenstvo Avstralije 1989
Odprto prvenstvo Avstralije 1989 je teniški turnir, ki je potekal med 16. in 29. januarjem 1989 v Melbournu.

## Moški posamično
Ivan Lendl :  Miloslav Mečíř 6–2, 6–2, 6–2

## Ženske posamično
Steffi Graf :  Helena Suková 6–4, 6–4

## Moške dvojice
Rick Leach /  Jim Pugh :  Darren Cahill /  Mark Kratzmann 6–4, 6–4, 6–4

## Ženske dvojice
Martina Navratilova /  Pam Shriver :  Patty Fendick /  Jill Hetherington 3–6, 6–3, 6–2

## Mešane dvojice
Jana Novotná /  Jim Pugh :  Zina Garrison /  Sherwood Stewart 6–3, 6–4